# Tweez
Tweez (1989) è il titolo dell'album di debutto degli statunitensi, pionieri del post-rock, Slint. Inizialmente edito sotto l'etichetta indipendente Jennifer Hartman Records, fu successivamente pubblicato in collaborazione con Touch & Go Records.
Tutti i titoli inerenti ai brani dell'album sono tratti dai nomi effettivi dei genitori dei diversi componenti della band, con l'eccezione di "Rhoda", nome del cane del batterista Britt Walford. "Ron" e "Charlotte" riguardano i genitori di quest'ultimo; "Nan Ding" e "Darlene" quelli del chitarrista David Pajo; "Carol" e "Kent" quelli del cantante e chitarrista Brian McMahan; "Warren" e "Pat", infine, quelli del bassista Ethan Buckler.
L'album si configura come premessa al successivo - e acclamato dalla critica - Spiderland: sebbene il sound risulti non ancora perfettamente ordinato e maggiormente legato all'hardcore rispetto al lavoro seguente, notevoli sono le divagazioni originali nello stile e nelle costruzioni (come il parlato - e non cantato -, tendente talvolta a sfumature grottesche e non canoniche).
Nella versione in vinile dell'album originale i due lati sono intitolati rispettivamente: Bemis e Gerber.

## Tracce
1. Ron – 1:55
2. Nan Ding – 1:47
3. Carol – 3:40
4. Kent – 5:48
5. Charlotte – 4:29
6. Darlene – 3:05
7. Warren – 2:32
8. Pat – 3:35
9. Rhoda – 2:56

## Formazione
- David Pajo - chitarra
- Brian McMahan - chitarra, voce
- Britt Walford - batteria
- Ethan Buckler - basso
- Steve Albini (inserito nel booklet come Some Fuckin' Derd Niffer) - registrazione